# Атаун
Атаун (баск. Ataun, ісп. Ataun) — муніципалітет в Іспанії, у складі автономної спільноти Країна Басків, у провінції Гіпускоа. Населення — 1671 особа (2009).
Муніципалітет розташований на відстані близько 310 км на північний схід від Мадрида, 38 км на південь від Сан-Себастьяна.
На території муніципалітету розташовані такі населені пункти: (дані про населення за 2009 рік)
- Ая: 118 осіб
- Сан-Грегоріо: 384 особи
- Сан-Мартін: 1169 осіб

## Демографія
Динаміка населення (INE ):

## Галерея зображень

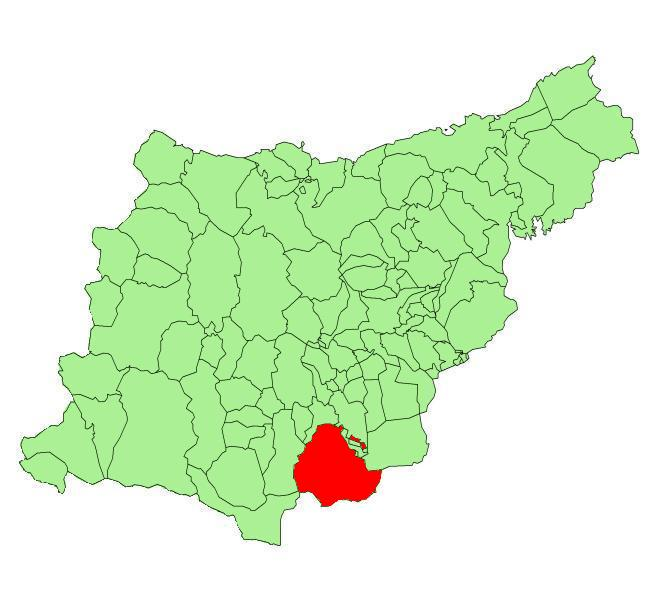
Розташування муніципалітету
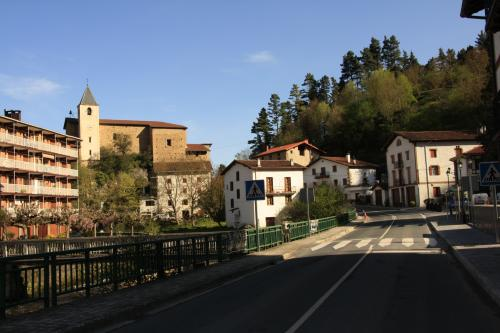
Сан-Грегоріо